# ダニエル・ボリミロフ
ダニエル・ボリミロフ（Daniel Borimirov, ブルガリア語: Даниел Боримиров, 1970年1月15日 - ）は、ブルガリア・ヴィディン出身の元サッカー選手。現役時代は主にMFのポジションでプレーした。

## 経歴
地元クラブのユースに所属していたボリミロフは、1990年にレフスキ・ソフィアでプロデビュー。当初は主にFWとしてプレーしていたが、後に攻撃的MFとなった。レフスキ・ソフィアでは、3つのリーグ優勝と3つのカップ獲得に貢献した。1995年にブンデスリーガ、TSV1860ミュンヘンへと移籍。8月12日のFCザンクトパウリ戦でデビュー。その試合でチームは2-4で敗れたが、ボリミロフは2得点を挙げた。
2004年1月に古巣レフスキ・ソフィアへと戻り、2005-06シーズンのUEFAカップではベスト8となるなど活躍。ベスト16でのウディネーゼ戦、ベスト8でのシャルケ04戦で得点した。2005年にボリミロフはブルガリア人最優秀選手に選ばれた。また、2007年7月1日に香港の独立10周年記念に開催された中国代表とのオールスターゲームに出場。2008年5月17日のPFCスラヴィア・ソフィア戦を最後に引退した。
ブルガリア代表として1993年にデビューし、2度のFIFAワールドカップとUEFA欧州選手権に招集された。キャリアの中で、66試合に出場して5得点を挙げた。

## 代表歴

### 出場大会
- ブルガリア代表
  - 1994 FIFAワールドカップ
  - 1998 FIFAワールドカップ

### 試合数
- 国際Aマッチ 68試合 5得点（1993年-2005年）[3]

| ブルガリア代表 | 国際Aマッチ | 国際Aマッチ |
| 年             | 出場        | 得点        |
| -------------- | ----------- | ----------- |
| 1993           | 5           | 1           |
| 1994           | 9           | 1           |
| 1995           | 5           | 0           |
| 1996           | 11          | 1           |
| 1997           | 4           | 1           |
| 1998           | 7           | 0           |
| 1999           | 7           | 1           |
| 2000           | 6           | 0           |
| 2001           | 0           | 0           |
| 2002           | 1           | 0           |
| 2003           | 8           | 0           |
| 2004           | 3           | 0           |
| 2005           | 2           | 0           |
| 通算           | 68          | 5           |

## 獲得タイトル
- リーグ: 1992-93, 1993-94, 1994-95, 2005-06, 2006-07
- カップ: 1990-91, 1991-92, 1993-94, 2004-05, 2006-07
- スーパーカップ: 2005, 2007